# Мелконян, Андрей Хачикович
Андрей (Андраник) Хачикович Мелконян (15 апреля 1915 — 5 декабря 2003) — участник Великой Отечественной войны, Герой Советского Союза. Гвардии старшина.

## Биография
Андрей Хачикович Мелконян родился 15 апреля 1915 года в селе Индюк Туапсинского округа Черноморской губернии Российской империи (ныне Туапсинского района Краснодарского края Российской Федерации) в крестьянской семье. Армянин по национальности. 
В 1931 году окончил среднюю школу в селе Шаумян. Работал в колхозе. В 1937 году был призван в армию. Участвовал в операции по присоединению к СССР Западной Украины и Западной Белоруссии и советско-финской войне. В боях с белофиннами был ранен. Демобилизовавшись в 1940 году, вернулся в Краснодарский край. Трудился в колхозе.
На фронтах Великой Отечественной войны с 1942 года участвовал в битве за Кавказ, Сталинградской и Курской битвах, форсировании Днепра, освобождении Украины и Белоруссии.
Особо отличился при форсировании реки Днестр в районе села Кицканы. Под шквальным огнём врага старший сержант Андрей Мелконян обеспечивал переправку на другой берег десантников и боеприпасов и вывоз раненых. За 144 перехода на лодке на другой берег им были переправлены свыше 1000 бойцов, 1500 ящиков боеприпасов, а оттуда были эвакуированы свыше 100 раненых.
За отличное выполнение задания командования во время переправы через Днестр, своевременную перевозку десантников одной лодкой на западный берег и проявленные при этом личное мужество и героизм гвардии старший сержант Андрей Хачикович Мелконян указом Президиума Верховного Совета СССР от 13 сентября 1944 года был удостоен звания Героя Советского Союза (медаль № 4632).
После победы, в сентябре 1945 года, гвардии старшина А. X. Мелконян был демобилизован. Жил в посёлке Новомихайловский Туапсинского района Краснодарского края. Работал в колхозе. Умер 5 декабря 2003 года. Похоронен в Новомихайловском.

## Награды
- Золотая Звезда Героя Советского Союза (№ 4632);
- орден Ленина (13.09.1944);
- орден Красной Звезды (1943);
- орден Славы II степени (1943);
- орден Славы III степени (1944);
- медаль «За отвагу» (1943);
- медаль «За оборону Сталинграда» (1943).

## Память
- Имя Героя Советского Союза А. Х. Мелконяна носит средняя школа села Шаумян Туапсинского района Краснодарского края.
- Бюст А. Х. Мелконяна установлен в посёлке Новомихайловский.